# اوکومویل (تارن-ا-گارون)
اوکومویل (به فرانسوی: Aucamville) یک کمون در فرانسه است که در تارن-ا-گارون قرار دارد. اوکومویل ۲۲٫۹۱ کیلومتر مربع مساحت دارد ۱۴۸ متر بالاتر از سطح دریا واقع شده است.